# ニュースの女
『ニュースの女』（ニュースのおんな）は、1998年1月7日から3月18日までフジテレビの水曜劇場枠（毎週水曜日21:00 - 21:54、JST）で放送された日本のテレビドラマ。主演は鈴木保奈美。

## あらすじ
大手キー局の「Channel 2」報道局記者の環（鈴木保奈美）は、夕方ニュースの『Evening News』のメインキャスターに抜擢され、政治学者の工藤（西村雅彦）との結婚も決まり、公私共に順風満帆だった。あるパーティで、工藤から工藤の前妻との間にできた息子の龍（滝沢秀明）を紹介されるが、龍は無愛想な態度であり、そんな龍を環は「一緒に暮らすわけではないし、別に関係ないか…」程度にしか受け止めていなかった。そしてキャスター就任初日、本番中の環にある一本の原稿が飛び込んできた。

## 登場人物

### 主要人物
麻生 環〈31〉
演 - 鈴木保奈美
テレビ局「Channel 2」の報道記者。ニュース番組『Evening News』のアンカーに就任。結婚の直後に夫を事故で亡くす不幸に見舞われた上、夫とその前妻の間の子である龍と奇妙な同居生活を開始することになる。正義感が強く、また人当たりが強い面も見られるため、周囲から誤解を受けることも多い。
北原 龍〈16〉
演 - 滝沢秀明（当時:ジャニーズJr.）
工藤とその前妻との間に生まれた息子で高校生。両親の離婚後は、母親に引き取られていた。無表情で感情を表に出すことが少ない。
久保田 六郎〈38〉
演 - 長塚京三
工藤の友人。弁護士。龍の後見人で龍から相談を受ける。何かと環と龍の元を訪れ、世話を焼く。料理が得意。

### Evening News
星野 夏美〈26〉
演 - 藤原紀香
天気予報のキャスター。のちに不祥事で降板させられた環の後釜として、アンカーに就任。セクシーな印象。
紺野 徹〈33〉
演 - 野村宏伸
バラエティ出身の敏腕プロデューサーで、環をアンカーに抜擢。視聴率至上主義。
日向 志津夫〈52〉
演 - 小野武彦
報道部長。部長であるが、環や紺野に番組のイニシアチブを握られている。
秋吉 直人〈31〉
演 - 吹越満
ディレクター。誠実な報道を心掛け、視聴率重視のプロデューサーと衝突。環へ公私ともに好意を持っている。
望月 明夫〈33〉
演 - 井田州彦
取材記者。環を快く思っていない。演じた井田は同年10月期に放送された『殴る女』でも同役で出演している。
杉村 亮子〈27〉
演 - 奥貫薫
番組スタッフ。秋吉のことを密かに想っている。
長井 友子〈34〉
演 - あめくみちこ
メイク担当。当初は環と反りが合わなかったが、時間が経つにつれ環がピンチに陥ったときでも味方に付くようになる。
蔵原 圭二〈35〉
演 - 伊藤俊人
キャスター専属ハイヤーの運転手。環の朝晩の送り迎えや取材先に同行する。命令に忠実で無表情。

### 北原龍の関係者
工藤 海渡
演 - 西村雅彦
政治学者で龍の父親。環と結婚（工藤は再婚）したが、その直後に事故で亡くなってしまう。
北原 響子
演 - 黒田福美
龍の叔母（母の妹）。民族衣装の研究家でアフリカに滞在していたが、天涯孤独になってしまった龍を心配し帰国。同居を申し出るが…。
内田 亜矢〈16〉
演 - 深田恭子
龍と同じ高校に通う女子高生。龍に片想いをしている。

### にこにこケーブルテレビジョン
内山田
演 - 小日向文世
環が後に勤めることになる「にこにこケーブルテレビジョン」のディレクター兼プロデューサー。
岩清水
演 - 梶原善
「にこにこケーブルテレビジョン」のカメラマン。
富田林
演 - 正名僕蔵
「にこにこケーブルテレビジョン」の取材班（「班」といっても人員は富田林のみである）。
立花
演 - 高崎佳代
「にこにこケーブルテレビジョン」の事務員。

### その他
楠本 宗一郎
演 - 筒井康隆
「にこにこケーブルテレビジョン」の番組『町の有名人』の取材を受けた不可解な老人。後に「世界科学アカデミー大賞」を受賞し、高名な物理学者と判明する。

### ゲスト
第1話
- 松浦玲子 - 余貴美子

環の前任キャスターで、入れ違いで番組を降板した。番組の去り際、環に皮肉を言う。
第2話
- 真行寺純 - 相島一之

龍の担任教師。
- 警備員 - 神戸浩

ビル管理会社の社員。環がエレベーター内に閉じ込められた際にインターホンで応対した。
第3話
- 山下裕介 - 宮野真守

龍の所属するホッケーチームのチームメイト。
第6話
- 三浦雅和 - 村田雄浩

勤務していた銀行からリストラされ、それに立腹し、その銀行に強盗となって現れた男。たまたま居合わせた久保田と龍が人質にされてしまう。
第7話
- 片山 - 阿部寛

バラエティ番組のディレクター。秋吉の後釜に目論まれ紺野に報道へ呼ばれる。

## スタッフ
- 企画 - 石原隆
- 脚本 - 田渕久美子、高橋留美
- 音楽 - 本間勇輔
- 主題歌 - JUDY AND MARY 「散歩道」
- プロデュース - 岩田祐二
- 演出 - 小椋久雄、高丸雅隆
- プロデュース補 - 渡邊直美
- 演出補 - 北川敬一、森永恭朗
- 制作担当 - 市村智保
- 制作主任 - 奥平巨仁
- 音楽協力 - フジパシフィック音楽出版、桑名裕子、スーパーナイト
- 協力 - バスク、フジアール、ベイシス
- 制作 - フジテレビ、共同テレビ

## 受賞歴
- 第16回ザテレビジョンドラマアカデミー賞[1]
  - 主演女優賞（鈴木保奈美）
  - 助演男優賞（滝沢秀明）

## 放送日程
| 各話                                                       | 放送日        | サブタイトル       | 脚本       | 演出     | 視聴率 |
| ---------------------------------------------------------- | ------------- | ------------------ | ---------- | -------- | ------ |
| 第1話                                                      | 1998年1月07日 | 年下の男の子       | 田渕久美子 | 小椋久雄 | 20.9%  |
| 第2話                                                      | 1998年1月14日 | やさしい悪魔       | 田渕久美子 | 小椋久雄 | 17.0%  |
| 第3話                                                      | 1998年1月21日 | 内気なあいつ       | 田渕久美子 | 高丸雅隆 | 14.9%  |
| 第4話                                                      | 1998年1月28日 | わな               | 田渕久美子 | 高丸雅隆 | 16.0%  |
| 第5話                                                      | 1998年2月04日 | その気にさせないで | 田渕久美子 | 小椋久雄 | 16.3%  |
| 第6話                                                      | 1998年2月11日 | ハート泥棒         | 高橋留美   | 高丸雅隆 | 16.8%  |
| 第7話                                                      | 1998年2月18日 | なみだの季節       | 田渕久美子 | 小椋久雄 | 16.3%  |
| 第8話                                                      | 1998年2月25日 | あなたに夢中       | 田渕久美子 | 高丸雅隆 | 14.7%  |
| 第9話                                                      | 1998年3月04日 | 微笑がえし         | 田渕久美子 | 小椋久雄 | 16.0%  |
| 第10話                                                     | 1998年3月11日 | 哀愁のシンフォニー | 田渕久美子 | 高丸雅隆 | 14.8%  |
| 最終話                                                     | 1998年3月18日 | 春一番             | 田渕久美子 | 小椋久雄 | 20.3%  |
| 平均視聴率 17.0%（視聴率は関東地区・ビデオリサーチ社調べ） |               |                    |            |          |        |

本作のサブタイトルは、1970年代のアイドル・トリオ「キャンディーズ｣の楽曲タイトルに同名のものが存在する。

## ノベライズ
- 田渕久美子、藤村尚介『ニュースの女』1998年3月、フジテレビ出版、ISBN 4-594-02452-1